# Trigonidium makanina
Trigonidium makanina är en insektsart som beskrevs av Otte, D. 1994. Trigonidium makanina ingår i släktet Trigonidium och familjen syrsor. Inga underarter finns listade i Catalogue of Life.